# Aliki Diplarakou
Aliki Diplarakou, Lady Russell (en griego: Αλίκη Διπλαράκου; 28 de agosto de 1912 - 30 de octubre de 2002), fue la primera concursante griega en ganar el título de Miss Europa. Ella previamente ganó el título «Miss Grecia» (Μις Ελλάς). Su nombre ha sido transcrito de varias maneras, desde Alice Diplarakou hasta Aliki Diplearakos y Aliki Diplarakos.

## Familia
Es hija de Georgios Diplarakos y su mujer, la antigua Elena Nicolessi o Nicolessis. Tiene tres hermanas: 
- Nada Diplarakos, quién se casó con el Diplomático francés André Rodocanachi.
- Cristina Diplarakos, quién se casó con Henri Claudel, hijo de Paul Claudel.[1]
- Edmée Diplarakos, quién se casó con  Spiros Vassilopoulos.

A pesar de que el familia Diplarakou vivía en Atenas, originalmente eran maniotas de Krini en el Peloponeso. El nombre familiar original era Vavouli (Βαβούλη) pero fue cambiado al nombre de soltera de la abuela paterna de Aliki, Diplarakou.

## Matrimonios
Diplarakou se casó dos veces: 
- Paul-Louis Weiller, un aviador francés y director del conglomerado de Gnome et Rhône, hijo de Lazare Weiller y su mujer Alice Javal. Entre los invitados a la boda del 31 de octubre de 1932 se incluyen el autor Paul Morand, el poeta Paul Valéry, y el diplomático Philippe Berthelot. Antes de divorciarse,  tuvieron un hijo, Paul-Annick Weiller (París, 28 de julio de 1933 – Ginebra, 2 de noviembre de 1998). Su hijo se casó en Roma, en la Basílica de Santa María en Trastevere, el 26 de junio de 1965, con Donna Olimpia Emmanuela Torlonia di Civitella-Cesi (n. Lausana, Mont Choisi, 27 de diciembre de 1943); se convirtieron en los padres de la Princesa Sibilla Weiller de Luxemburgo.
- Sir John Wriothesley Russell (23 de agosto de 1914 – 3 de agosto de 1984), un diplomático inglés, que fue descendiente de John Russell, 6º Duque de Bedford y que sirvió como embajador de Gran Bretaña en Etiopía, Brasil y España entre 1962 y 1974. Se casaron el 15 de diciembre de 1945, los Russells tuvieron dos hijos, Georgina Alexandra Russell (nacida en 1974 y más tarde Lady Boothby) y Alexander Charles Thomas Wriothesley Russell (nacido en 1950).

## Carrera
En 1929 Diplarakou entró en el concurso de belleza "Miss Hellas" como Miss Atenas. Su mayor competidora fue Miss Salónica Roxani Stergiou (Ρωξάνη Στεργίου), quien quedó segunda. Diplarakou ganó el título y representó a Grecia en el concurso de belleza Miss Europa en París, donde fue coronada Miss Europa el 6 de febrero de 1930. 
Ese mismo año, la belleza castaña de dieciocho años obtuvo la oportunidad de representar a su país y a Europa en el concurso Miss Universo. El evento tuvo lugar el 13 de octubre de 1930 en Río de Janeiro, Brasil y Diplarakou fue subcampeona. 
Visitó los Estados Unidos dando conferencias sobre la cultura de la Antigua Grecia y de la moderna. Aparte de su nativa lengua griega, también hablaba con fluidez inglés, francés e italiano. Salió en las noticias en la década de los años 30 cuando se vistió con ropa de hombre y pasó inadvertida en el santuario de monjes en el Monte Athos el cual había permanecido "inviolado" desde la época del Imperio bizantino, a excepción de para albergar a las mujeres refugiadas dos veces en el pasado. 
Cuando los reporteros le preguntaban por qué se convirtió en Miss Europa, ella dijo a la revista Time:

«Mi madre, algunos amigos y yo estábamos tomando el té un día el año pasado en la Embaja Británica en Atenas cuando alguien por diversión sugirió que fuesemos a mirar el concurso de belleza que se realizaba en un teatro de Atenas. Fuimos y nos sentamos. Los jueces... de repente me llamaron. Pensé que era una broma... Cuando intenté negarme, el Presidente de Grecia dijo que yo debía aceptar como un deber patriótico. Tres días más tarde me encontraba en París: gané el concurso europeo, y por supuesto luego tenía que ir a Río."

También probó sus habilidades en el teatro, siendo su primera aparición fue en la obra llamada Prometeo.
El 13 de julio de 1953, aparició en un artículo de la revista Time, "The Climax of Sin", el cual hablaba sobre la transformación del papel de la mujer a lo largo de la historia. Diplarakou fue mencionada en vista a sus escapadas vestidas como hombre y por colarse en el Monte Athos donde nunca se permitió entrar a ninguna mujer.